# Dutse

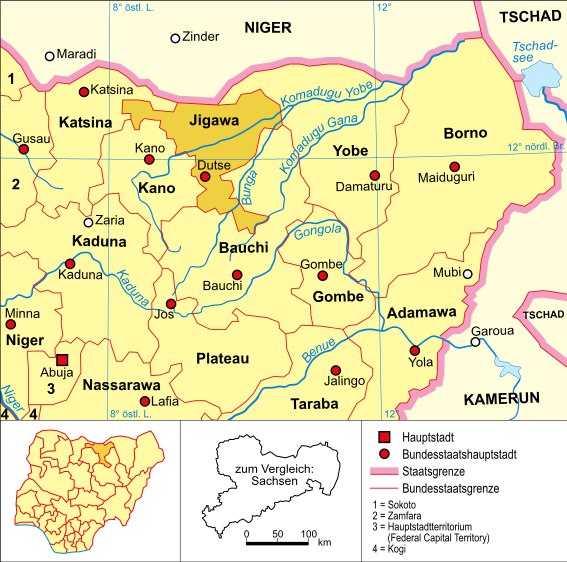
Lage Dutses in Nordnigeria

Dutse ist die Hauptstadt des nigerianischen Bundesstaates Jigawa und liegt im Norden von Nigeria. Einer Berechnung von 2012 zufolge hat die Stadt 39.265 Einwohner. Damit ist sie die viertgrößte Stadt in Jigawa nach Hadejia, Gumel und Birnin Kudu.
Das hügelige Gebiet um Dutse ist von Savanne bedeckt. Dutse wurde am 12. Dezember 1991 Hauptstadt des neu gegründeten Bundesstaates Jigawa.
Dutse und seine Umgebung bilden eine der 27 Local Government Areas (LGA) des Bundesstaates Jigawa mit einer Fläche von 1099,15 km². Bei der letzten Volkszählung 1991 hatte die LGA 138.452 Einwohner und damit eine Bevölkerungsdichte von 126 Einwohnern je km².